# Rudolf Christiaan van Oost-Friesland
Rudolf Christiaan van Oost-Friesland (25 juni 1602 - Berum, 16 april 1628) was van 1625 tot aan zijn dood graaf van Oost-Friesland. Hij behoorde tot het huis Cirksena.

## Levensloop
Rudolf Christiaan was de tweede zoon van graaf Enno III van Oost-Friesland en diens tweede echtgenote Anna, dochter van hertog Adolf van Sleeswijk-Holstein-Gottorp. 
In 1625 volgde hij zijn vader op als graaf van Oost-Friesland. Hij bereikte een vergelijk met de Staten, die hem vervolgens huldigden. Onder zijn leiding werden Harlingerland en het graafschap Oost-Friesland definitief verenigd.
Tijdens zijn regeringstijd was Oost-Friesland een terugtrekgebied en kwartier van buitenlandse troepen die deelnamen aan de Dertigjarige Oorlog. Dit gold als het begin van de veenkolonisatie. 
In 1628 raakte hij betrokken bij een gevecht met een luitenant van de in Berum ingekwartierde keizerlijke troepen aangevoerd door generaal Matthias Gallas. Rudolf Christiaan werd in het linkeroog gestoken en stierf aan de gevolgen van zijn wonde.
Rudolf Christiaan was op het moment van zijn dood verloofd met een Brunswijkse prinses. Omdat hij kinderloos gebleven was, werd hij als graaf van Oost-Friesland opgevolgd door zijn broer Ulrich II